# G-TELP
General Tests of English Language Proficiency（G-TELP）は1985年の国際試験研究員が実施する英語試験で、英語を母国語にしない受験者の実用英語活用能力を文法、聴取、読解及び語彙などの領域に区分して総合的に評価する。

## 歴史
1983年、米国サンディエゴ州立大学傘下の国際テスト研究員は、UCLA、ジョージタウン大学、ラド・インターナショナルカレッジなどの教授陣と言語学者、評価専門家とともに英語試験開発のための研究を進めた。 開発完了後約3年間、米国、中国、日本、サウジアラビアなど世界各国での標本調査及び試験予備施行を通じて妥当性検証を進行及び完了し、1985年に公式に試験施行を開始した。 現在は米国、中国、日本、台湾、シンガポール、インド、インドネシア、フィリピン、カンボジア、アルゼンチン、サウジアラビアなどで試験が進められている。

## 試験レベル
文法とリスニング、読解および語彙など3つの領域からなる総合英語能力評価で、各質問は客観式で構成されている。 絶対評価方式で採点が行われ、5段階で試験が構成され、レベル別評価が可能である。

## 付属試験
- G-TELP Speaking：実用英語話す能力を内容、文法、流暢度、語彙、発音の基準を通じて評価する試験である。約30分間進行し、11の分野と約30の問題で構成されています。
- G-TELP Writing：実用英語の書く能力を文法、語彙、構成、内容、スタイルの基準を通じて評価する試験である。約60分間進行し、5つの領域で構成されている。実生活欺に基づいて問題が出題され、手紙への回答や問い合わせ、レポートやジャーナル作成などで問題が構成されている。受験者の書き込み能力レベルを11段階に分類して採点と成績を知らせる。
- G-TELP Business Speaking：海外や貿易業務など特定の業務に必要な実用英語能力を評価する試験だ。企業や団体を対象に試験を進めている。初級、中級、上級部分でそれぞれのビジネス遂行能力を評価し、能力に応じて数値評価を通じてレベル（Level）を付与する。
- G-TELP Business Writing: ビジネスに必要な英語の書き込み能力を評価する。実生活を中心に出題される作文試験とは異なり、ビジネス状況で使用でき、使用される法的な状況を想定して質問が出題され構成される。試験時間は約70分である。
- G-TELP Jr.：2002年から施行された小学生、中学生の実用英語能力を評価する試験だ。合計5つの等級で構成されており、聞き取りと読書科目を通じて文法、聴取、読解、語彙などを評価する。絶対評価方式で採点される。大韓民国試験の場合、ソムメディアが委託運営している。

## 活用状況
東京都立大学、慶應義塾大学、日本大学、鹿児島大学、長崎大学などで活用されている。